# Jensen Ridge
Jensen Ridge är en ås i Antarktis. Den ligger i Sydorkneyöarna. Argentina och Storbritannien gör anspråk på området. Jensen Ridge ligger på ön Signy.